# 盛世產業信託
盛世產業信託（英語：Dynasty REIT）是ARA資產管理旗下的房地產信託基金分別在中國南京、上海及大連持有三項商用物業。
2012年10月，盛世產業信託計劃在新加坡交易所上市，集資51至54億元人民幣。而有關的上市計劃發行人民幣及新加坡元兩種貨幣單位，是新加坡首隻人民幣計價產品，同時是2012年新加坡最大型的IPO。其後，ARA資產管理中止Dynasty REIT上市計劃。
盛世產業信託原計劃上市的資產包括南京國際金融中心大廈、大連天興·羅斯福國際中心和上海盛邦國際大廈。2014年，ARA資產管理有意出售南京國際金融中心大廈。
2014年8月，ARA資產管理以15.4億元人民幣出售上海盛邦國際大廈。

## 外部連結
- 盛世產業信託招股章程[永久]